# Liste der Untersuchungsausschüsse des Deutschen Bundestags
Im Folgenden werden sämtliche Untersuchungsausschüsse des Deutschen Bundestags seit 1949 aufgelistet. Dabei wird eine Unterteilung nach den einzelnen Wahlperioden vorgenommen, um eine gute Lesbarkeit zu gewährleisten. Weiter wird der Ausschuss namentlich benannt, sein Untersuchungsauftrag erwähnt und der Zeitraum, in dem seine Beratungen stattfanden, aufgelistet.
Der Vorsitz fällt analog zu den ordentlichen Ausschüssen zunächst der größten Fraktion zu, danach in der Reihenfolge des Zugriffsrechts durch das Sainte-Laguë/Schepers-Verfahren den anderen Fraktionen. Bis Ende 2019 gab es 61 Untersuchungsausschüsse. Dabei wurde 15-mal der Verteidigungsausschuss als Untersuchungsausschuss eingesetzt.

## 1. Wahlperiode (1949–1953)
- Es gab neun Untersuchungsausschüsse:[3]

- Untersuchungsausschuss „Einfuhren in das Vereinigte Wirtschaftsgebiet und in das Gebiet der Bundesrepublik“ (1950)
- Untersuchungsausschuss „zur Überprüfung der Verhältnisse auf dem Gebiete des Kraftstoffvertriebs“ (1950)
- Untersuchungsausschuss „zur Prüfung der im Raume Bonn vergebenen Aufträge“ (1950–1951)
- 4. Untersuchungsausschuss („Grubenkatastrophe auf Zeche Dahlbusch“) (= sogenannter Dahlbusch-Ausschuss) (1950)
- 5. Untersuchungsausschuss („Korruptionsvorwürfe im Zusammenhang mit der Hauptstadtfrage Bonn-Frankfurt“) (= sogenannter Spiegel-Ausschuss) (1950–1951)
- Untersuchungsausschuss „Entwendung vertraulicher Dokumente aus dem Kanzleramt, sog. Kaiser-Fall“ (1951–1953)
- 7. Untersuchungsausschuss („Prüfung von Missständen in der Bundesverwaltung“) (= sogenannter Platow-Untersuchungsausschuss) (1951–1952)
- 8. Untersuchungsausschuss („(Weiter-)Beschäftigung von ehem. NS-Funktionären im Auswärtigen Amt“) (1951–1952)
- Untersuchungsausschuss „Prüfung der unzulänglichen Einstellung von Schwerbeschädigten bei den Bundesdienststellen“ (1952–1953)

## 2. Wahlperiode (1953–1957)
- Es gab drei Untersuchungsausschüsse; 4 Konstituierungen des Verteidigungsausschuss als Untersuchungsausschuss:[3]

- 1. Untersuchungsausschuss „Untersuchung Fall John“ (1954–1957)
- 2. Untersuchungsausschuss „zur Bereinigung des Reichs- und Bundesrechts“ (1955–1957)
- Verteidigungsausschuss als Untersuchungsausschuss „Verfahren wegen der Äußerungen des Generalmajors Paul Herrmann am 13. August 1956 betr. Kriegsdienstverweigerer“ (1956)
- 3. Untersuchungsausschuss „zur Prüfung von Vorgängen in der Einfuhr- und Vorratsstelle für Fette“ (1956–1957)
- Verteidigungsausschuss als Untersuchungsausschuss „Arbeitsgemeinschaft Demokratische Kreise“ (1957)
- Verteidigungsausschuss als Untersuchungsausschuss „Bestechungsaffäre im Bundeswehrbeschaffungsamt Koblenz“ (1957)
- Verteidigungsausschuss als Untersuchungsausschuss „über das Verfahren wegen der gegen die Abgeordneten Berendsen, Dr. Blank (Oberhausen) und von Manteuffel (Neuß) erhobenen Vorwürfe“ (1957)

## 3. Wahlperiode (1957–1961)
- In der 3. Wahlperiode gab es weder Untersuchungsausschüsse noch hat sich der Verteidigungsausschuss als Untersuchungsausschuss konstituiert.[3]

## 4. Wahlperiode (1961–1965)
- Es gab zwei Untersuchungsausschüsse; 1 Konstituierung des Verteidigungsausschuss als Untersuchungsausschuss:[3]

- 1. Untersuchungsausschuss („Fibag“) (1962)
- 2. Untersuchungsausschuss („Telefon-Abhöraffäre“) (1963–1964)
- Verteidigungsausschuss als Untersuchungsausschuss „Weitergabe von Geheimdokumenten aus dem Verteidigungsausschuss“ (1963–1965)

## 5. Wahlperiode (1965–1969)
- Es gab zwei Untersuchungsausschüsse; 1 Konstituierung des Verteidigungsausschuss als Untersuchungsausschuss:[3]

- Verteidigungsausschuss als Untersuchungsausschuss „Untersuchung des Unfalles und der damit zusammenhängenden Rettungsaktion von Oberleutnant Siegfried Arndt vom 18. Juli 1966“ (1966–1967)
- 1. Untersuchungsausschuss („HS 30“) / sog. HS 30-Ausschuss (1967–1969)
- 2. Untersuchungsausschuss „Staatsschutz und Spionageabwehr“ (1968–1969)

## 6. Wahlperiode (1969–1972)
- Es gab einen Untersuchungsausschuss:[3]

- 1. Untersuchungsausschuss „Paninternational-Flug 112“ (1971–1972)

## 7. Wahlperiode (1972–1976)
- Es gab zwei Untersuchungsausschüsse:[3]

- 1. Untersuchungsausschuss („Steiner-Wienand“) (1973–1974)
- 2. Untersuchungsausschuss Guillaume (1974–1975)

## 8. Wahlperiode (1976–1980)
- Es gab einen Untersuchungsausschuss; zwei Konstituierungen des Verteidigungsausschuss als Untersuchungsausschuss

- Verteidigungsausschuss als 1. Untersuchungsausschuss gem. Artikel 45a Absatz 2 Grundgesetz (GG) „Spionagefalles Lutze/Wiegel“ (1977–1978)
- 1. Untersuchungsausschuss („Abhöraffäre Strauß/Scharnagl“) (1978–1980)
- Verteidigungsausschuss als 2. Untersuchungsausschuss gem. Artikel 45a Absatz 2 GG „Untersuchung der Vorgänge im Zusammenhang mit den blutigen Krawallen anläßlich des öffentlichen Gelöbnisses von Bundeswehrsoldaten am 6. Mai 1980 im Bremer Weserstadion“ (1980)

## 9. Wahlperiode (1980–1983)
- Es gab einen Untersuchungsausschuss; eine Konstituierung des Verteidigungsausschuss als Untersuchungsausschuss:

- Verteidigungsausschuss als 1. Untersuchungsausschuss gem. Artikel 45a Absatz 2 GG „Kampfflugzeug MRCA/Tornado“ (1981–82)
- 1. Untersuchungsausschuss „Rauschenbach“ (sogenannter Fall Rauschenbach) (1981–1983)

## 10. Wahlperiode (1983–1987)
- Es gab vier Untersuchungsausschüsse; eine Konstituierung des Verteidigungsausschuss als Untersuchungsausschuss:[3]

- 1. Untersuchungsausschuss („Flick-Affäre“) (1983–1986)
- 2. Untersuchungsausschuss „Spionageabwehr während der Amtszeit von Bundesinnenminister Dr. Zimmermann“ (1985–1986)
- Verteidigungsausschuss als 1. Untersuchungsausschuss gem. Artikel 45a Absatz 2 GG „Zurruhesetzung des Generals Dr. Kießling“ (1984), siehe Kießling-Affäre
- 3. Untersuchungsausschuss („Neue Heimat“), Gemeinnützige Wohnungs- und Siedlungsgesellschaft mbH, Hamburg“ (1986–1987)
- 4. Untersuchungsausschuss („U-Boot-(Pläne)-Affäre“) (1986–1987)

## 11. Wahlperiode (1987–1990)
- Es gab zwei Untersuchungsausschüsse; eine Konstituierung des Verteidigungsausschuss als Untersuchungsausschuss:[3]

- 1. Untersuchungsausschuss (U-Boot-Pläne) (1987–1990)
- Verteidigungsausschuss als 1. Untersuchungsausschuss gem. Artikel 45a Absatz 2 GG „Flugzeugunglück Ramstein“ (1988–1989)
- 2. Untersuchungsausschuss „Atomskandal/Transnuklear“ (1988–1990)

## 12. Wahlperiode (1990–1994)
- Es gab drei Untersuchungsausschüsse:[53]

- 1. Untersuchungsausschuss (Schalck-Golodkowski) (1991–1994)
- 2. Untersuchungsausschuss (Treuhandanstalt) (1993–1994)
- 3. Untersuchungsausschuss (HIV-Infektionen durch Blut und Blutprodukte) (1993–1994)

## 13. Wahlperiode (1994–1998)
- Es gab zwei Untersuchungsausschüsse; eine Konstituierung des Verteidigungsausschusses als Untersuchungsausschuss:

- 1. Untersuchungsausschuss („Plutonium-Schmuggel“) (1995–1998)
- 2. Untersuchungsausschuss („DDR-Vermögen“) (1995–1998)
- Verteidigungsausschuss als 1. Untersuchungsausschuss gem. Artikel 45a Absatz 2 GG „rechtsextremistischen Vorkommnissen an der Führungsakademie der Bundeswehr in Hamburg und an anderen Standorten der Bundeswehr“ (1998)

## 14. Wahlperiode (1998–2002)
- Es gab einen Untersuchungsausschuss.

- 1. Untersuchungsausschuss („Parteispenden“) (1999–2002)

## 15. Wahlperiode (2002–2005)
- Es gab zwei Untersuchungsausschüsse:

- 1. Untersuchungsausschuss der 15. Wahlperiode des Deutschen Bundestages zu „Äußerungen im Vorfeld der Bundestagswahlen am 22. September 2002 über den Bundeshaushalt, der Finanzlage der gesetzlichen Kranken- und Rentenversicherung sowie der Einhaltung der Stabilitätskriterien des EG-Vertrages und des europäischen Stabilitäts- und Wachstumspaktsdurch den Bund“ (2002–2003)
- 2. Untersuchungsausschuss der 15. Wahlperiode des Deutschen Bundestages zur „Visaerteilungspraxis seit 1998“ (2004–2005)

## 16. Wahlperiode (2005–2009)
- Es gab zwei Untersuchungsausschüsse; eine Konstituierung des Verteidigungsausschusses als Untersuchungsausschuss.

- 1. Untersuchungsausschuss der 16. Wahlperiode des Deutschen Bundestages (BND) (2006–2009)
- Verteidigungsausschuss als 1. Untersuchungsausschuss gem. Artikel 45a Absatz 2 GG (Kurnaz) (2006–2008)
- 2. Untersuchungsausschuss der 16. Wahlperiode des Deutschen Bundestages (Hypo Real Estate) (2009)

## 17. Wahlperiode (2009–2013)
- Verteidigungsausschuss als 1. Untersuchungsausschuss gem. Artikel 45a Absatz 2 GG „Luftangriff in Kunduz am 3./4. September 2009“ (2009–2011)
- 1. Untersuchungsausschuss (Gorleben) (2009–2013)
- 2. Untersuchungsausschuss (Terrorgruppe nationalsozialistischer Untergrund) (2012–2013)
- Verteidigungsausschuss als 2. Untersuchungsausschuss gem. Artikel 45a Absatz 2 GG EURO HAWK (2013)

## 18. Wahlperiode (2013–2017)
- 1. Untersuchungsausschuss (NSA) (2014–2017)
- 2. Untersuchungsausschuss (Vorgänge im Zusammenhang mit den Operationen Spade/Selm) (2014–2015)
- 3. Untersuchungsausschuss (Terrorgruppe NSU II) (2015–2017)
- 4. Untersuchungsausschuss (Cum/EX-Geschäfte) (2016–2017)
- 5. Untersuchungsausschuss (Abgas-Skandal) (2016–2017)

## 19. Wahlperiode (2017–2021)
Es gab drei Untersuchungsausschüsse; eine Konstituierung des Verteidigungsausschusses als Untersuchungsausschuss.
- 1. Untersuchungsausschuss (Terroranschlag Breitscheidplatz) (2018–2021)
- 2. Untersuchungsausschuss (Pkw-Maut) (2019–2021)
- 3. Untersuchungsausschuss (Wirecard) (2020–2021)
- Verteidigungsausschuss als 1. Untersuchungsausschuss gem. Artikel 45a Absatz 2 GG „Beraterverträge“ (2019–2020)

## 20. Wahlperiode (2021–2025)
- 1. Untersuchungsausschuss (Afghanistan) (2022–2025)
- 2. Untersuchungsausschuss (Atomausstieg) (2024–2025)

## 21. Wahlperiode (seit 2025)
- Es wurde kein Untersuchungsausschuss eingesetzt.